# Areca-bambu
A areca-bambu, ou palmeira de jardim (Dypsis lutescens), é uma palmeira, nome comum da família Arecaceae.
Possui troncos múltiplos formando touceira, cresce rápido e pode chegar de 6 a 12 metros de altura. É muito utilizada para decoração de jardins ou interiores diversos. Sua origem é de Madagáscar.